# Perusia (geslacht)
Perusia is een geslacht van vlinders van de familie spanners (Geometridae), uit de onderfamilie Ennominae.

## Soorten
- P. aurantiacaria Blanchard, 1852
- P. complicata Warren, 1904
- P. elegans Warren, 1897
- P. illustris Dognin, 1913
- P. inusta Felder & Rogenhofer, 1875
- P. lacticinia Butler, 1882
- P. lucida Dognin, 1912
- P. maculata Butler, 1882
- P. paja Dognin, 1896
- P. parallela Prout, 1910
- P. praecisaria Herrich-Schäffer, 1856
- P. prasina Warren, 1907
- P. pulverosa Warren, 1897
- P. rubripicta Butler, 1882
- P. subnotata Dognin, 1913
- P. subsordida Warren, 1904
- P. verticata Warren, 1905
- P. viridis Warren, 1907
- P. zoma Dognin, 1896